# Chris Harris (giornalista)
Christopher James Harris, detto Chris (Beaconsfield, 20 gennaio 1975), è un giornalista e conduttore televisivo britannico.

## Biografia
Harris ha lavorato come recensore, scrittore e redattore per molte riviste automobilistiche, tra cui Evo, Autocar e Jalopnik. Ha presentato numerosi programmi televisivi e su YouTube attraverso NBCSN e DRIVE.
Dal 2017, Harris è uno dei tre presentatori di Top Gear, dopo aver fatto delle regolari apparizioni durante il programma nel 2016. Ha un suo canale YouTube, Chris Harris on Cars, dove lui e Neil Carey producono e filmano le proprie recensioni automobilistiche. Il 28 giugno 2016, i video del canale Chris Harris on Cars sono stati spostati da canale YouTube sul sito ufficiale di Top Gear e nel luglio del 2016 Chris Harris on Cars viene trasmesso sul canale BBC America.

### Controversie
Vi sono state varie controversie e critiche di Chris con le auto provate della Ferrari, accusata di essere troppo restrittiva nei test e di modificare le auto prima delle prove.